# Пингвины из Мадагаскара (мультсериал)
«Пингвины из Мадагаскара» (англ. The Penguins of Madagascar) — американский CGI-мультсериал производства компаний Nickelodeon и DreamWorks Animation SKG. Он является спин-оффом мультипликационных фильмов «Мадагаскар», действие которого происходят после событий полнометражных фильмов. Главными героями данного сериала являются пингвины-коммандос.
Премьера сериала в США состоялась 28 ноября 2008 года и собрала 6-миллионную аудиторию, в результате чего сериал стал весьма популярным. В России премьера сериала состоялась 7 декабря 2009 года на телеканале ТНТ.

## Сюжет
Сериал повествует о приключениях четырёх пингвинов: Шкипера, Ковальски, Рико, Рядового из зоопарка Центрального парка Нью-Йорка, которые считают себя элитным отрядом специального назначения. В их распоряжении имеются непревзойдённые боевые навыки и секретный штаб. Они призваны следить за порядком в зоопарке, пресекая попытки короля Джулиана единолично властвовать зоопарком. Нередко, они покидают зоопарк для достижения своих целей или чтобы остановить злодея.

## Персонажи

### Пингвины
- Шкипер (Том Макграт) — лидер команды, у которого за спиной большая военная карьера. Диктатичен, но при этом просто добрый. Периодически проявляет к Рядовому отцовскую любовь и в одной из серий называет его «Сынок». Всегда уверен в своих решениях. Сильнее всего отряда. Научился играть на гитаре, когда 8 лет скрывался в джунглях Мексики. Не любит: короля Джулиана (называет его «Хвостатым» и «Кольцехвостым» (3 сезон), хиппи (за безделье), Ганса и дельфина Доктора Блоухола (своих врагов). У него довольно самовлюблённое эго. При любом подходящем случае вспоминает неких Манфрэдди и Джонсона и ставит их в пример другим членам команды. Боится уколов и любых игл вообще. Его разыскивают в Дании, но за что его разыскивают, Шкипер полностью не говорит. В серии «Идеальный день Шкипера» завеса приоткрывается: в свой идеальный день, когда, как он говорит, каждое решение в точку, Шкипер решает выполнить миссию «Омега Зулу», в которой он хочет выкрасть досье из датского консульства и уничтожить его, что ему и удается. Но встречает опытную охрану. Его розыск связан с тупиком Гансом, рыбой, «открытыми» бутербродами (то есть с бутербродами, не закрытыми с двух сторон хлебом) и министром «открытых» бутербродов. Влюбился в сокола Китку, в серии «Идеальный день Шкипера» упоминал о девушке, с которой был в паре, но потерял её телефон.
- Ковальски (Джефф Беннетт) — учёный команды, является самым умным, гениальным и высоким членом отряда. Разработчик большинства планов команды. Придумывает разные изобретения, порой очень опасные даже для самих пингвинов, из-за чего Шкипер постоянно запрещает ему изобретать новые вещи, хотя первое время его изобретения оказываются столь полезными, что даже Шкипер на некоторое время забывает о запрете, хотя позже изобретения оказываются смертельно опасными. Даже обыкновенная мороженица у Ковальски погружает весь Нью-Йорк под многометровый слой пломбира. Не верит в мистику и волшебство. Умеет играть на банджо. Влюблён в дельфиниху Дорис, но, как известно по одной из серий, между Дорис и Шкипером было что-то, о чём Шкипер не хотел говорить Ковальски. И когда Дорис впервые отказала Ковальски, тот не вставал с койки полгода. В серии «Пингвин, который меня любил» целуется с Дорис. Боится стоматологов. Ещё, как видно в серии «Снегогеддон», страдает клаустрофобией. Не умеет пользоваться компьютерной мышью и ксероксом, принимая их за сканер сетчатки глаз. Не умеет глотать вещи, как Рико, но каким-то образом, всегда достает из-за спины блокнот и ручку. В одной из серий, чтобы влюбить в себя Дорис, изобретает Люблю-лазер. Но тот дал сбой, и его стал ненавидеть Рядовой, а потом и все обитатели зоопарка.
- Рико (Джон Ди Маджио) — подрывник команды, практически не разговаривает. Наиболее маниакальный участник команды. Шкипер доверяет ему больше, чем другим. Рико, как и Рядовой, имеет тайную жизнь. Глотает различные полезные предметы и приспособления, достаёт их из желудка при необходимости. В одной серии оказалось, что в его желудке есть лифт и лестница. Шкипер его называет «Психопатом мирового класса», но, несмотря на безумство, способен на нежную любовь, в частности, к кукле. Один раз Рико основательно свихнулся и чуть не уничтожил не только зоопарк, но и полмира (практически аналогичный результат может случиться, если дать Рико пастилки «Мяу-Мяу»). При этом он очень добрый, в серии «Всё возвращается» он отдал свою любимую куклу девочке, которая потеряла свою куклу, но потом кукла девочки достаётся ему. Не говорит, только рычит и т. д. В прошлом помог Шкиперу убрать Манфреди и Джонсона после того, как они подвели команду (в серии «Хитрый Роджер» Шкипер, скрутив Рико в теле Роджера, напоминает ему, что он может убрать и его, как это случилось с Манфредди и Джонсоном, если придется).
- Рядовой (Джеймс Патрик Стюарт) — новобранец, чувствителен, наивен. Не всегда бывает уверен в решениях Шкипера. Ранее именовался Мистер Смокинг и изумительно играл в мини-гольф, но однажды во время игры с Броненосцем шариком для гольфа испортил девочке-опоссуму мороженое и, будучи расстроенным, решил навсегда уйти из этого спорта. О своей тайной жизни никому не говорил. Броненосец нашёл его в зоопарке и заставил доиграть партию. В одной из серий собрал металлический костюм, который позже использовал в некоторых сериях. Открыл квантовую гипермилость, когда он её использует, мозги людей и животных перегружаются из-за милости, и они просто теряют сознание на время. Шкипер, если что, сваливает всю вину на него, но также он относится к нему как к сыну. Любит всё, что связано с мультфильмом о пони-единорогах «Лунороги» (пародия на фэндом Брони — поклонников мультсериала Дружба — это чудо). Очень боится барсуков и тараканов. Способен задерживать дыхание дольше всех пингвинов. В оригинальной озвучке говорит с британским акцентом.

### Лемуры
- Король Джулиан (Дэнни Джейкобс) — кольцехвостый лемур, прибывший с острова Мадагаскар. Он считает себя королём всех животных, пытается получить власть над всеми обитателями зоопарка. Имеет двух слуг. Не любит, когда кто-то трогает его ноги, и из-за этого он так ненавидит Морта. Является примером маниакальной гордыни. Считает любое природное явление знаком небесных духов для себя. Принимает любое человеческое изобретение волшебным и посланным небесными духами. Шкипер его называет «Хвостатым» или «Кольцехвостым». Доктор Блоухол считает его и Шкипера лучшими друзьями навсегда. Пингвины его терпеть не могут, так как он часто срывает или осложняет их планы. В некоторых случаях они готовы его живьем закопать.
- Морис (Кевин Майкл Ричардсон) — лемур ай-ай, главный слуга короля Джулиана. Одновременно ненавидит и уважает его. Самый умный лемур в команде. Отлично влился в команду пингвинов, когда команде потребовались большие пальцы для взлома секретной лаборатории. В серии «Правая рука» Морис носил посох.
- Мортимер «Морт» (Энди Рихтер) — мышиный лемур, второй слуга, любит Джулиана только за ноги. Очень неудачливый, постоянно попадает в неудобные ситуации, и ему чаще всех достается, однако телесных повреждений у него никогда не бывает. Умеет взламывать коды. Шкипер называет его «Грустные Глазки». Чаще всего говорит «Я люблю…» и «Мне нравится…». Не любит только «baby-boom». В серии The Big Squeeze выясняется, что его имя образовалось от латинского корня Мортэ, что означает «смерть».

### Другие
- Доктор Блоухол (настоящее имя Фрэнсис) (Нил Патрик Харрис) — дельфин. Злодей и заклятый враг Шкипера. Пытается захватить мир и отомстить людям за то, что они заставляли его прыгать через обруч. Лишён правого глаза. Имеет армию лобстеров во главе со своим изобретением — «Хромированная клешня». Послал моржа Ронду, чтобы та украла изобретение Ковальски. Позже он приманивает тупиком Гансом Шкипера к порту и стирает память пингвину. В серии «Месть доктора Блоухола» пытался растопить льды Арктики с помощью «Кольца огня», чтобы вызвать глобальное наводнение. Есть сестра Дорис, в которую влюблен Ковальски.
- Марлин (Николь Салливан) — выдра. Подруга пингвинов. Родилась в неволе, и поэтому она вне зоопарка дичает. Любит испанские гитары и архитектуру. В сериале можно узнать о том, что Джулиан знал о том, что она девушка, а пингвины считали её парнем. Она часто не очень рада пингвинам и лемурам, из-за которых у неё позже начинаются проблемы. Но Марлин всё равно дружелюбна. Иногда она принимает участие в боевых операциях пингвинов.
- Мэйсон (Конрад Вернон) и Фил — два шимпанзе. Фил, судя по всему, немой, так как не умеет разговаривать, но общается с помощью жестов и умеет читать; Мэйсон не умеет читать, но умеет разговаривать, а также понимает и переводит язык жестов Фила. Оба образованные, не выносят короля Джулиана. Фил влюблён в обезьяну Лулу, а также жуткий грязнуля. Мэйсон не выносит мусора.
- Элис (Мэри Шир) — смотрительница зоопарка. Не слишком любит животных и часто подозревает, что пингвины в их зоопарке не совсем обычные. Пингвины за это тоже её не очень-то любят и всеми силами стараются избавиться от её опеки.
- Дядя Найджел (Питер Капальди) - дядя Рядового. На первый взгляд, он добродушный, не с полна ума и милый. Но... он спец-агент!
- Кенгуру Джоуи (Джеймс Патрик Стюарт) — кенгуру. Отличается тяжёлым характером: не любит нарушителей своей территории, драчлив, почти всегда использует сленг. Говорит о себе в 3-м лице. Позже он временно делит вольер с коалой Леонардом, который ненавидел, как он разговаривает о себе в 3-м лице.
- Бада и Бинг (Джон Ди Маджио и Кевин Майкл Ричардсон) — две гориллы, обладающие огромной силой. Целыми днями любят раскачиваться на огромной шине, привязанной к дереву. Больше всего на свете любят бананы и поэтому просто боготворят пизанги.
- Макс (Уэйн Найт) — бездомный кот, зелёный в чёрную полоску и тощий; при первой встрече пингвины посчитали его котом с Луны. Пытался съесть Рядового. За ним охотился офицер Икс. Позже подружился с псом Элмером, который считает его лемуром. Несмотря на просьбы называть его Максом, пингвины называют его «Лунный кот». На объяснения Макса, что он не Лунный кот, Шкипер ответил: «кличка уже прижилась». У него расчётливый ум и доброе сердце.
- Роджер (Ричард Кайнд) — добродушнейший аллигатор, живущий в канализации, затем, стараниями пингвинов, переезжающий в Зоопарк Центрального парка. Обладает прекрасным голосом и мечтает петь на Бродвее.
- Берт (Джон Ди Маджио) — слон. Обладает прекрасной памятью. Любит арахис. Хороший художник.
- Фред (Фред Столлер) — белка. Живёт неподалёку от зоопарка. Глупый и несообразительный. Но иногда бывает очень остроумным.
- Ганс (Джон Ди Маджио) — тупик. Враг Шкипера. Хочет отомстить Шкиперу "за Данию". Равен с пингвином по силам. Живёт в зоопарке Хобокена.
- Крысиный король (Дидрих Бадер) — лабораторная крыса, которая обрела мускулатуру после экспериментов (предположительно благодаря стероиду), сбежала из лаборатории, смылась в канализацию и возглавила крысиную банду. Очень силён, но глуп. Любит терроризировать пингвинов. Уважает Шкипера.
- Офицер Икс (Седрик Ярброу) — один из главных врагов пингвинов. Его настоящее имя засекречено. В серии «Люлька для кота» пингвины остановили его, когда он пытался забрать кота Макса в приют для бездомных животных. В серии «Всё возвращается» они встречаются снова, когда офицер узнал о том, что по городу бродят пингвины, и после этой встречи офицер Икс лишился должности. В серии «Перестань тараканить меня» офицер Икс появляется в качестве дезинсектора и пытается отомстить пингвинам за увольнение. В серии «Фактор офицера Икс» приходит заменять Элис, становится временным смотрителем зоопарка и присматривает за пингвинами больше, чем за остальными животными. Появляется в камео в серии «Крыса-предатель». В серии «Мелконог» поймал одичавшую Марлин и вернул себе работу, но позже снова лишился должности. Также появился в серии «Лосось для Шкипера», в которой водил грузовик по перевозке рыбы. В серии «Снегогеддон» работал в гастрономе.
- Синяя курица — фермерская курица голубого цвета, обладающая даром логики, экстрасенсорными способностями и манипуляцией. Жила в детском зоопарке. С помощью своего дара хотела пошагово занять место президента США, в серии «Курс Руководителя» (оригинальное название: «P. E. L. T») испортила секундомер пингвинов, где Шкипер на полосе препятствии якобы показал плохой результат и должен из-за этого пройти так называемый курс командира: «Ш. К. У. Р.», чтобы снова быть командиром отряда, где тем временем Ковальский вместо Шкипера проявляет лидерские качества в ситуациях, совершённых в зоопарке (все ситуации были подстроены Синей Курицей). После ухода Шкипера остальные пингвины были заморожены Синей Курицей с помощью замораживающего луча. Была остановлена и заморожена Шкипером после его возвращения в Зоопарк за любимой кружкой.
- Ма — средних лет опоссум, опытная и хозяйственная женщина. Очень привязалась к пингвинам, и считает их своими детьми (хоть и знает, что на самом деле они ими не являются). Учитывая врождённую от опоссумов технику «притворись мёртвым», мастерски может взывать к чувству совести даже у таких злодеев, как Ганс. Первое время её сверхзабота периодически раздражала пингвинов, но позже и они к ней привязались, когда Ганс попытался её похитить. Позже отправляется с Гансом в его зоопарк, чтобы перевоспитать его.
- Лев Алекс — появлялся в качестве духа-наставника Шкипера. Главный герой основных мультфильмов.
- Кучикукан — появляется в серии: «Операция: Лунороговый апокалипсис». На его урне было сказано, что он когда-то овладел куском сыра, две недели спустя 6 миров было уничтожено, но его остановил генерал Шинджин с помощью меча.
- Генерал Шинджин — дух. Появился в серии «Возвращение мести доктора Блоухола». В серии «Операция лунороговый апокалипсис» выясняется, что он заточил Кучикукана с помощью его меча.
- Манфрэдди и Джонсон — пингвины. Шкипер всегда ставил их на место членов команды. Появление: Пингвин, который полюбил меня. В своё время, по-видимому, подвели Шкипера, за что он их и наказал, заперев в зоопарке Хобокена.
- Шершни — являются агрессивными персонажами, появляются в сериях «Операция жало» и «День осады», их лидер в русском дубляже разговаривает с грузинским акцентом.
- Арчи — енот, живущий в Центральном парке. Появлялся в сериях «Великое переселение» в качестве торговца домами в парке, и «Маска енота», где изображал героя «Стрелок» (пародия на Робина Гуда).
- Кендалл, Джеймс, Карлос, Логан — 4 бобра, появившиеся в серии «Тоннель любви». Пародия на «Биг Тайм Раш».
- Бак Рокгат — самый великий пингвин-герой, охотящийся на своего главного врага — Красную Белку. Появляется во 2 сезоне 1 серии «Красная белка». Страдает паранойей.
- Яичко — утёнок, воспитанный пингвинами. Часто говорит, как они, и стремится стать отважным бойцом.
- Леонард — коала. Панически боится пингвинов, страдает лунатизмом.
- Чак Чарльз — диктор и корреспондент 1-го канала. Ведет новостную передачу, многие выпуски которой показаны в различных эпизодах мультсериала. Вёл репортаж с Северного полюса, когда доктор Блоухол развернул там «Кольцо огня», и чуть не утонул.

## Сезоны
| Сезон | Сезон | Количество эпизодов | Премьера сезона | Завершение сезона | Страна | Время эпизода |
| ----- | ----- | ------------------- | --------------- | ----------------- | ------ | ------------- |
|       | 1     | 26                  | 28 ноября, 2008 | 27 ноября, 2010   | США    | 11-22 минуты  |
|       | 2     | 39                  | 13 марта, 2010  | 18 апреля, 2012   | США    | 11-22 минуты  |
|       | 3     | 15                  | 16 апреля, 2012 | 19 декабря, 2015  | США    | 11-22 минуты  |

## Список эпизодов

### Первый сезон (2008—2009)
| Номер | Название                                                    | Дата премьеры в США |
| ----- | ----------------------------------------------------------- | ------------------- |
| 1     | Popcorn Panic (Попкорновая паника)                          | 9 мая 2009          |
| 1     | Gone in a Flash (Исчез, как вспышка)                        | 28 ноября 2008      |
| 2     | Tangled in the Web (Запутавшиеся в сети)                    | 8 апреля 2009       |
| 2     | Crown Fools (Коронованные глупцы)                           | 9 апреля 2009       |
| 3     | Launchtime (Время запуска)                                  | 28 марта 2009       |
| 3     | Haunted Habitat (Призрак в зоопарке)                        | 28 марта 2009       |
| 4     | Operation: Plush & Cover (Операция: Хватай плющ и беги)     | 30 марта 2009       |
| 4     | Happy King Julien Day! (C днём короля Джулиана!)            | 31 марта 2009       |
| 5     | Paternal Egg-Stinct (Операция: Отцовский инстинкт)          | 1 апреля 2009       |
| 5     | Assault & Batteries (Атака и батарейки)                     | 2 апреля 2009       |
| 6     | Penguiner Takes All (Пингвидитель забирает всё)             | 6 апреля 2009       |
| 6     | Two Feet High and Rising (На двух ногах и выше)             | 7 апреля 2009       |
| 7     | The Hidden (Скрытое)                                        | 18 апреля 2009      |
| 7     | Kingdom Come (Второе пришествие)                            | 18 апреля 2009      |
| 8     | Little Zoo Coupe (Маленький зоо-автомобиль)                 | 24 апреля 2009      |
| 8     | All Choked Up (Подавленный)                                 | 24 апреля 2009      |
| 9     | Go Fish (Рыбалка)                                           | 30 мая 2009         |
| 9     | Miracle on Ice (Чудесный лёд)                               | 30 мая 2009         |
| 10    | Needle Point (Остриё иглы)                                  | 6 июня 2009         |
| 10    | Eclipsed (Затмение)                                         | 6 июня 2009         |
| 11    | Mort Unbound (Освобождённый Морт)                           | 26 июня 2009        |
| 11    | Roomies (Соседки)                                           | 26 июня 2009        |
| 12    | Lemur See, Lemur Do (Лемур видит, лемур делает)             | 1 августа 2009      |
| 12    | Roger Dodger (Хитрый Роджер)                                | 17 августа 2009     |
| 13    | Otter Gone Wild (Одичавшая выдра)                           | 18 августа 2009     |
| 13    | Cat’s Cradle (Люлька для кота)                              | 19 августа 2009     |
| 14    | Misfortune Cookie (Проклятое печенье)                       | 1 августа 2009      |
| 14    | Monkey Love (Обезьянья любовь)                              | 20 августа 2009     |
| 15    | Tagged (Меченый)                                            | 17 августа 2009     |
| 15    | Skorca! (Небатка)                                           | 21 августа 2009     |
| 16    | What Goes Around (Всё возвращается)                         | 19 сентября 2009    |
| 16    | Mask of the Raccoon (Маска енота)                           | 19 сентября 2009    |
| 17    | Dr. Blowhole’s Revenge (Месть доктора Блоухола)             | 15 февраля 2010     |
| 18    | Out of the Groove (Потерянный зажиг)                        | 12 октября 2009     |
| 18    | Jungle Law (Закон джунглей)                                 | 12 октября 2009     |
| 19    | I Was a Penguin Zombie (Я был пингвином-зомби)              | 24 октября 2009     |
| 19    | Sting Operation (Операция: Жало)                            | 24 октября 2009     |
| 20    | Command Crisis (Кризис командования)                        | 27 ноября 2010      |
| 20    | Truth Ache (Чесотка правды)                                 | 27 ноября 2010      |
| 21    | All King, No Kingdom (Король без королевства)               | 14 ноября 2009      |
| 21    | Untouchable (Неприкасаемый)                                 | 14 ноября 2009      |
| 22    | An Elephant Never Forgets (Слон никогда не забывает)        | 5 декабря 2009      |
| 22    | Otter Things Have Happened (Бывали случаи выдрее)           | 5 декабря 2009      |
| 23    | Miss Understanding (Мисс понимание)                         | 27 ноября 2009      |
| 23    | Over Phil (Фил достал)                                      | 27 ноября 2009      |
| 24    | Jiggles (Джиглс)                                            | 16 января 2010      |
| 24    | Zoo Tube (Зоо-канал)                                        | 2 января 2010       |
| 25    | Snakehead! (Змееголовка!)                                   | 2 января 2010       |
| 25    | The Falcon and the Snow Job (Влюблённый сокол)              | 6 февраля 2010      |
| 26    | The Penguin Stays In the Picture (Пингвин остаётся в кадре) | 6 февраля 2010      |
| 26    | Huffin and Puffin (Пингвин и тупик)                         | 9 октября 2010      |

### Второй сезон (2010—2011)
| Номер | Название                                                                           | Дата премьеры в США |
| ----- | ---------------------------------------------------------------------------------- | ------------------- |
| 27    | The Red Squirrel (Красная белка)                                                   | 13 марта 2010       |
| 27    | It’s About Time (Время пришло)                                                     | 13 марта 2010       |
| 28    | Kaboom and Kabust (Кабум и кошмар)                                                 | 11 сентября 2010    |
| 28    | The Helmet (Шлем)                                                                  | 11 сентября 2010    |
| 29    | Stop Bugging Me (Перестань тараканить меня)                                        | 4 сентября 2010     |
| 29    | Field Tripped (На экскурсии)                                                       | 4 сентября 2010     |
| 30    | Gator Watch (Кроко-дозор)                                                          | 15 мая 2010         |
| 30    | In The Line of Doody (Помётные обязанности)                                        | 15 мая 2010         |
| 31    | The Lost Treasure of the Golden Squirrel (Потерянное сокровище золотой белки)      | 19 июля 2010        |
| 32    | Night and Dazed (День и сон)                                                       | 18 сентября 2010    |
| 32    | The Big Squeeze (Крепкое объятие)                                                  | 18 сентября 2010    |
| 33    | Can’t Touch This (Не трогать!)                                                     | 19 июня 2010        |
| 33    | Hard Boiled Eggy (Яйца вкрутую)                                                    | 19 июня 2010        |
| 34    | Wishful Thinking (Беспочвенные мечтания)                                           | 2 октября 2010      |
| 34    | April Fools (Первое апреля)                                                        | 2 октября 2010      |
| 35    | Hello, Dollface (Привет, куколка)                                                  | 9 октября 2010      |
| 35    | Fit to Print (Готово к печати)                                                     | 19 июля 2010        |
| 36    | Operation: Cooties (Операция: вши)                                                 | 19 июля 2010        |
| 36    | Driven to the Brink (Доведённые до ручки)                                          | 23 октября 2010     |
| 37    | Mr. Tux (Мистер Смокинг)                                                           | 19 июля 2010        |
| 37    | Concrete Jungle Survival (Выжившие в каменных джунглях)                            | 19 июля 2010        |
| 38    | Friend-in-a-Box (Друг в коробке)                                                   | 23 октября 2010     |
| 38    | Badger Pride (Барсучья гордость)                                                   | 4 сентября 2010     |
| 39    | Invention Intervention (Интервенция изобретения)                                   | 16 октября 2010     |
| 39    | Cradle and All (Колыбелька и содержимое)                                           | 16 октября 2010     |
| 40    | The All Nighter Before Christmas (Ночное бдение перед Рождеством)                  | 12 декабря 2010     |
| 41    | Work Order (Наряд на работу)                                                       | 6 ноября 2010       |
| 41    | Hot Ice (Горячий лёд)                                                              | 6 ноября 2010       |
| 42    | Whispers and Coups (Шёпот и бунт)                                                  | 15 января 2011      |
| 42    | Brush with Danger (Опасная кисть)                                                  | 15 января 2011      |
| 43    | Alienated (Захваченные чужим)                                                      | 31 марта 2012       |
| 43    | The Otter Woman (Другая выдра)                                                     | 18 апреля 2012      |
| 44    | The Officer X Factor (Фактор офицера Икс)                                          | 12 февраля 2011     |
| 44    | Love Hurts (Любовь причиняет боль)                                                 | 12 февраля 2011     |
| 45    | Operation: Good Deed (Операция: Доброе дело)                                       | 8 октября 2011      |
| 45    | When the Chips are Down (Когда чипсы кончились)                                    | 8 октября 2011      |
| 46    | Kanga Management (Управление гневом кенгуру)                                       | 19 марта 2011       |
| 46    | Rat Fink (Крыса-предатель)                                                         | 19 марта 2011       |
| 47    | Right Hand Man (Правая рука)                                                       | 26 февраля 2011     |
| 47    | Brain Drain (Утечка мозгов)                                                        | 26 февраля 2011     |
| 48    | Cute-Astrophe (Очарострофа)                                                        | 2 апреля 2011       |
| 48    | King Julien for a Day (Король Джулиан на день)                                     | 26 марта 2011       |
| 49    | A Visit From Uncle Nigel (Визит от дяди Найджела)                                  | 17 июня 2011        |
| 49    | Maurice at Peace (Спи спокойно, Морис)                                             | 26 марта 2011       |
| 50    | Danger Wears A Cape (Опасность носит плащ)                                         | 19 марта 2011       |
| 50    | Operation: Break-Speare (Операция: Шокспир)                                        | 19 марта 2011       |
| 51    | Operation: Neighbor Swap (Операция: Обмен соседями)                                | 13 июня 2011        |
| 51    | Herring Impaired (Ослабленные селёдкой)                                            | 16 июня 2011        |
| 52    | Rock-A-Bye Birdie (Спи, моя птичка)                                                | 15 июня 2011        |
| 52    | All Tied Up With a Boa (Закрутился с боа)                                          | 14 июня 2011        |
| 53    | Loathe at First Sight (Ненависть с первого взгляда)                                | 11 февраля 2012     |
| 53    | The Trouble With Jiggles (Неприятности с Хлюпсами)                                 | 11 февраля 2012     |
| 54    | Hair Apparent (Париковый переполох)                                                | 6 мая 2012          |
| 54    | Love Takes Flightless (Любовь пришла к бескрылым)                                  | 6 мая 2012          |
| 55    | The Hoboken Surprise (Хобокенский сюрприз)                                         | 20 августа 2011     |
| 56    | Pets Peeved (Питомцы поневоле)                                                     | 24 сентября 2011    |
| 56    | Byte-Sized (Размером с байт)                                                       | 24 сентября 2011    |
| 57    | Arch-Enemy (Заклятый враг)                                                         | 26 ноября 2011      |
| 57    | The Big S.T.A.N.K. (Большой С. Т. А. Н. К.)                                        | 26 ноября 2011      |
| 58    | The Most Dangerous Game Night (Опасный вечер игры)                                 | 31 марта 2012       |
| 58    | Street Smarts (Законы улицы)                                                       | 27 мая 2012         |
| 59    | Time Out (Вне времени)                                                             | 10 октября 2011     |
| 59    | Our Man in Grrfurjiclestan (Наш человек в Гррфурджиклстане)                        | 10 октября 2011     |
| 60    | The Return of the Revenge of Dr. Blowhole (Возвращение возмездия Доктора Блоухола) | 9 сентября 2011     |
| 61    | The Return of the Revenge of Dr. Blowhole (Возвращение возмездия Доктора Блоухола) | 9 сентября 2011     |
| 62    | Gut Instinct (Вещее нутро)                                                         | 10 октября 2011     |
| 62    | I Know Why the Caged Bird Goes Insane (Я знаю, почему свихнулась птица в клетке)   | 10 октября 2011     |
| 63    | Operation: Antarctica (Операция: Антарктида)                                       | 16 января 2012      |
| 64    | Nighty Night Ninja (Спокойной ночи, ниндзя)                                        | 27 мая 2012         |
| 64    | Siege the Day (День осады)                                                         | 17 июня 2012        |
| 65    | The Big Move (Великое переселение)                                                 | 16 января 2012      |
| 65    | Endangerous Species (Угрожающие виды)                                              | 16 января 2012      |

### Третий сезон (2011—2015)
| Номер | Название                                                           | Дата премьеры в США         |
| ----- | ------------------------------------------------------------------ | --------------------------- |
| 66    | Littlefoot (Мелконог)                                              | 13 мая 2012                 |
| 66    | Smotherly Love (Удушающая любовь)                                  | 13 мая 2012                 |
| 67    | A Kipper for Skipper (Лосось для Шкипера)                          | 3 июня 2012                 |
| 67    | High Moltage (Высоковольтная линька)                               | 3 июня 2012                 |
| 68    | Operation: Big Blue Marble (Операция: большой синий шарик)         | 22 апреля 2012              |
| 69    | Feline Fervor (Кошачья страсть)                                    | 16 апреля 2012              |
| 69    | Action Reaction (Бурная реакция)                                   | 19 апреля 2012              |
| 70    | Mental Hen (Курица-экстрасенс)                                     | 17 июня 2012                |
| 70    | Thumb Drive (Большим пальцем)                                      | 20 апреля 2012              |
| 71    | Antics on Ice (Переполох на льду)                                  | 20 мая 2012                 |
| 71    | Showdown on Fairway 18 (Сыграем в гольф)                           | 20 мая 2012                 |
| 72    | King Me (Моё величество)                                           | 17 апреля 2012              |
| 72    | Private and the Winky Factory (Рядовой и пряничная фабрика)        | 29 июля 2012                |
| 73    | Best Foes (Лучшие враги)                                           | 19 декабря 2015 (Nicktoons) |
| 73    | Night of the Vesuviuses (Ночь Везувиусов)                          | 19 декабря 2015 (Nicktoons) |
| 74    | Operation: Lunacorn Apocalypse (Операция: лунороговый апокалипсис) | 24 ноября 2015 (Nicktoons)  |
| 75    | Nuts to You (Твёрдая валюта)                                       | 10 июня 2012                |
| 75    | The Terror of Madagascar (Ужас Мадагаскара)                        | 10 июня 2012                |
| 76    | Best Laid Plantains (Лучшие пизанги)                               | 3 ноября 2012               |
| 76    | P.E.L.T. (Курс руководителей)                                      | 29 июля 2012                |
| 77    | Operation: Swap-panzee (Операция: шимпангвин)                      | 24 декабря 2013 (Nicktoons) |
| 77    | Snowmageddon (Снегогеддон)                                         | 24 декабря 2013 (Nicktoons) |
| 78    | Tunnel of Love (Туннель любви)                                     | 14 февраля 2015 (Nicktoons) |
| 78    | Skipper Makes Perfect (Идеальный день Шкипера)                     | 3 ноября 2013               |
| 79    | The Penguin Who Loved Me (Пингвин, который меня любил)             | 25 ноября 2015 (Nicktoons)  |
| 80    | Marble Jar Head (Шарики за ролики)                                 | 10 ноября 2012              |
| 80    | Goodnight and Good Chuck (Добрый вечер, добрый Чак)                | 10 ноября 2012              |